# Savigniorrhipis
Savigniorrhipis Wunderlich, 1992 è un genere di ragni appartenente alla famiglia Linyphiidae.

## Distribuzione
L'unica specie oggi nota di questo genere è stata rinvenuta nelle isole Azzorre.

## Tassonomia
A giugno 2012, si compone di una specie:
- Savigniorrhipis acoreensis (Wunderlich, 1992)[3] — isole Azzorre

### Specie trasferite
- Savigniorrhipis grandis Wunderlich, 1992; trasferita al genere Walckenaeria Blackwall, 1833[1].